# La Clotte
La Clotte là một xã trong tỉnh Charente-Maritime trong vùng Nouvelle-Aquitaine, tây nam nước Pháp. Xã La Clotte nằm ở khu vực có độ cao trung bình 39 mét trên mực nước biển.